# Zavarivanje plazmom
Zavarivanje plazmom ili plazma zavarivanje se ponekad uspoređuje sa zavarivanjem TIG postupkom iz kojega je razvijeno. Kod oba se postupka koristi netaljiva volframova elektroda, i relativno malo je unošenje topline. Kod zavarivanja plazmom, volframova elektroda je upuštena u sapnicu (mlaznica). Zaštitni plin pod tlakom izlazi kroz mali otvor na donjem dijelu sapnice. Oko tog mlaza vrućeg plazmenog plina postoji i drugi koncentrični omotač zaštitnog plina. Postoje dvije vrste luka koji stvaraju plazmu: "preneseni luk" na radni komad i nepreneseni luk.
Kod prenesenog luka, radni predmet je uključen u strujni krug. Kod neprenesenog luka, električni luk gori između usta sapnice i vrha volframove elektrode. Plin pod tlakom, zagrijan na visoke temperature je ioniziran, u stanju plazme, izlazi velikom brzinom kroz mali otvor na donjem dijelu sapnice. Izlazeći mlaz toplog plina je izvor energije za zavarivanje. Nepreneseni luk je podesan za zavarivanje i za rezanje plazmom (kada se plazma glava koristi za rezanje) predmeta koji nisu električki vodljivi.
Kao plazmeni plin se koristi argon, helij i vodik, a za zaštitni plin se koristi također argon, helij i vodik ili mješavine zaštitnih plinova. U Rusiji je razvijeno i nekoliko uređaja koji koriste vodu ili mješavinu vode i alkohola. Protok plazmenog plina se kreće od 1 do 32 litre u minuti, a zaštitnog plina se kreće od 10 do 30 l/min. Plamenik (glave-gorionici) za plazmu su složeniji od glava za zavarivanje TIG postupkom. Postoje odvojeni dovodi za glavni i zaštitni plin. U glavu se dovodi voda za hlađenje sapnice za plazmene plinove. Električni luk se pali pomoću generatora visoke frekvencije. Koriste se jačine struje 0,1 - 500 A. Elektroda je od čistog volframa ili legirana s torijem, cerijem ili cirkonijem. Elektroda se najčešće spaja na negativni pol izvora struje.
Pri radu s nižim jačinama struje, kada se zavaruju tanki limovi, oprema i postupak se naziva mikro plazma. Mogu se postići zavareni spojevi dobre kvalitete kao npr. za: medicinske instrumente, kompenzatore, turbinske lopatice. Uvijek se primjenjuje pri zavarivanju zaštita korijena. Moguće je i zavarivanje "pokretnom rupom" (engl. keyhole), kada koncentrirana energija tvori malu rupu kroz debljinu predmeta koji se zavaruje, oko koje je rastaljeni materijal, koji se iza pokretne rupice skrućava. Tako je moguće zavarivati "I" spoj titanija ili aluminija do 12 mm debljine, a nehrđajući čelik do 6 mm u jednom prolazu.
Zavarivanje plazmom se koristi za gotovo sve metale, a naročito se zavaruju visoko legiranih i nehrđajućih čelici, nikal, titanij, aluminij, bakar i njihove legure. Debljine metala nisu manje od 3 do 4 mm ( danas postoje i uređaji koji omogućuju i rad s limovima debljine 0,3 mm - npr.  ruski uređaji Multiplaz 3500,Gorinič,te Plazarium ). Metal se može spajati bez dodatnog materijala, ali ako je potrebno on se može dodati izravno u električni luk. Prednosti korištenja ove metode su veća brzina rada i raznovrsnost uporabe, bolja kvaliteta reza i zavara.

## Prednosti i nedostaci
Prednosti zavarivanja plazmom su: razmak između plamenika i radnog komada nije kritična veličina; velika koncentracija energije u mlazu plazme omogućava duboku penetraciju, te potpuno protaljivanje u jednom prolazu; zona utjecaja topline spoja je uska s paralelnim rubovima što smanjuje kutne deformacije; velika koncentracija energije osigurava veću brzinu zavarivanja uz stabilan luk; visoka kvaliteta spojeva. 
Nedostaci su: plazma plamenik je mnogo osjetljiviji na oštećenja nego kod zavarivanja TIG postupkom; plamenici moraju imati vodeno hlađenje; zahtjeva se vrlo točno održavanje razmaka između vrha elektrode i sapnice.